# Dödsfällan (1992)
Dödsfällan (originaltiel: Deadbolt) är en amerikansk TV-film från 1992. Det är en thriller som är regisserad av Douglas Jackson.

## Handling
Marty Hiller är en ung kvinna som håller på att utbilda sig till läkare. Hon har dock problem med sin ekonomi, så hon behöver en inneboende för att kunna betala hyran. Hon sätter in en annons i tidningen, och det är väldigt många som är intresserade av det lediga rummet. Marty hittar en medelålders man som hon tycker verkar trevlig och bestämmer sig för att låta honom flytta in. Men mannen dör av något som verkar vara en olyckshändelse, och istället hyr hon ut rummet till en ung man, Alec Danz.
Marty och Alec lär känna varandra och kommer bra överens. Men snart visar det sig att Alec har en mörk sida som utgör livsfara för Marty.

## Rollista i urval
- Justine Bateman - Marty Hiller
- Adam Baldwin - Alec Danz
- Michele Scarabelli - Theresa
- Cyndi Pass - Diana
- Chris Mulkey - Jordan
- Colin Fox - Professor Rhodes
- Amy Fulco - Michelle